# 盖茨黑德千禧桥
盖茨黑德千禧桥（Gateshead Millennium Bridge）是英國英格兰泰恩河上的一座行人和自行车开合桥，连接南岸盖茨黑德的盖茨黑德码头艺术区和北岸泰恩河畔纽卡斯尔的码头区。这座屡获殊荣的建筑由建筑师威尔金森·艾尔和结构工程师吉福德公司构思和设计。这座桥有时称为“眨眼桥”。盖茨黑德千禧桥比上游的泰恩桥略短，并且是泰恩河畔纽卡斯尔第十六高的建筑物。